# Eubranchus olivaceus
Eubranchus olivaceus är en snäckart som först beskrevs av Charles Henry O'Donoghue 1922.  Eubranchus olivaceus ingår i släktet Eubranchus och familjen Eubranchidae. Inga underarter finns listade i Catalogue of Life.